# AU Возничего
AU Возничего (лат. AU Aurigae) — одиночная переменная звезда в созвездии Возничего на расстоянии (вычисленном из значения параллакса) приблизительно 4498 световых лет (около 1379 парсеков) от Солнца. Видимая звёздная величина звезды — от +14m до +10m.

## Характеристики
AU Возничего — красная углеродная пульсирующая переменная звезда, мирида (M) спектрального класса C6-7,3e(N0e). Эффективная температура — около 3298 К.